# Super Mario Bros.: The Lost Levels
Super Mario Bros.: The Lost Levels (originariamente Super Mario Bros. 2 (スーパーマリオブラザーズ2?, Sūpā Mario Burazāzu Tsū), anche noto come Super Mario Bros. 2: For Super Players) è un videogioco a piattaforme del 1986 sviluppato da Nintendo R&D4 e pubblicato da Nintendo per il Family Computer Disk System. Seguito di Super Mario Bros. (1985), il videogioco è stato ritenuto troppo difficile per il pubblico nordamericano da Nintendo of America, che ha quindi optato per la distribuzione di un sequel alternativo, intitolato anch'esso Super Mario Bros. 2, nel 1988. Al di fuori del Giappone è stato rinominato The Lost Levels e ha ricevuto la sua prima distribuzione internazionale nella raccolta del 1993 Super Mario All-Stars per Super Nintendo Entertainment System. Il gioco è stato da allora convertito per Game Boy Color e Game Boy Advance, venendo ridistribuito attraverso l'emulazione su Wii, Wii U, Nintendo 3DS e Nintendo Switch. 
In The Lost Levels, simile al suo predecessore nello stile e nel gameplay, il giocatore controlla Mario o Luigi per salvare la principessa Peach da Bowser. Il gioco aggiunge però un maggiore livello di difficoltà e delle leggere differenze tra Mario e Luigi: quest'ultimo infatti ha un attrito al suolo ridotto e un'altezza di salto maggiore. Inoltre introduce nuovi ostacoli, tra cui il power-up del fungo velenoso, controproducenti level warp e raffiche di vento a mezz'aria. Il gioco è costituito da 32 livelli distribuiti su otto mondi e 20 livelli bonus.
La critica ha visto The Lost Levels come un'estensione più difficile del gioco procedente. I giornalisti hanno apprezzato la sfida posta del gioco guardando le speedrun e hanno percepito il gioco come un precursore della sottocultura Kaizo del franchise, in cui i fan creano e condividono hack ROM con livelli quasi impossibili. Questo sequel diede a Luigi i suoi primi tratti peculiari e introdusse il fungo velenoso, elementi da allora presenti in pianta stabile nel franchise di Mario. Con 2,5 milioni di copie, The Lost Levels è stato il videogioco più venduto per Disk System. Il gioco è ricordato come uno dei più difficili di Nintendo.

## Modalità di gioco

Mario va incontro ad un fungo velenoso in un livello del gioco.

The Lost Levels è un videogioco a piattaforme a scorrimento laterale simile nello stile e nel gameplay all'originale Super Mario Bros. del 1985, se non per un incremento nella difficoltà. Come nell'originale, Mario (o Luigi) si avventura a salvare la principessa Peach da Bowser. Il giocatore salta tra le piattaforme, evita nemici e ostacoli, scopre segreti (come le warp zone e le viti verticali) e colleziona power-up come il fungo (che rende Mario più grande), il Fiore di Fuoco (che permette a Mario di sparare palle di fuoco) e la Super Stella (che rende Mario invincibile per un breve lasso di tempo). A differenza dell'originale, non c'è una modalità a due giocatori, ma durante la schermata iniziale il giocatore può scegliere tra Mario o Luigi. Le loro abilità vengono per la prima volta differenziate: Luigi, pensato per i giocatori più navigati, ha tempi di accelerazione e di rallentamento più lunghi, ma ha un'altezza di salto maggiore, contrariamente a Mario che infatti accelera e rallenta più velocemente, ma ha un'altezza di salto inferiore.
The Lost Levels continua la progressione di difficoltà da Super Mario Bros. Introduce diversi ostacoli, tra cui funghi velenosi, level warp che attraverso dei tubi pongono il giocatore più indietro nel gioco e raffiche che reindirizzano il giocatore a mezz'aria. Il fungo velenoso, in particolare, funziona come un anti-fungo, rimpicciolendo o uccidendo il personaggio del giocatore. Alcuni livelli richiedono una particolare precisione e altri presentano dei blocchi invisibili su cui il giocatore deve saltare. Ci sono stati anche alcuni cambiamenti grafici, mentre la colonna sonora degli stessi è rimasta invariata rispetto al capitolo precedente. Dopo ogni boss fight, Toad dice a Mario che "la nostra principessa è in un altro castello". Il gioco principale ha 32 livelli in otto mondi e cinque mondi bonus. Un Mondo 9 nascosto è accessibile se il giocatore non usa una warp zone. I mondi bonus da A a D, composti in totale da 52 livelli, sono accessibili quando il giocatore completa il gioco otto volte.

## Sviluppo
Nel 1985 era stato pubblicato l'originale Super Mario Bros. L'anno successivo ne venne tratta una versione arcade per il VS. System che si caratterizzava per una difficoltà maggiore; durante lo sviluppo il team apprezzò il grado di sfida più elevato e ciò fu il punto di partenza per lo sviluppo di un sequel di Super Mario Bros. con un livello di difficoltà maggiore. Shigeru Miyamoto, autore del franchise di Mario e regista di Super Mario Bros., non aveva più tempo per progettare giochi da solo, date le sue responsabilità alla guida della divisione R&D4 di Nintendo e del loro lavoro su The Legend of Zelda (1986). Il sequel di Super Mario è stato quindi delegato all'assistente alla direzione del suo predecessore, Takashi Tezuka, come suo debutto alla regia. Ha lavorato con Miyamoto e il team R&D4 per sviluppare un sequel basato sullo stesso motore grafico, includendo alcuni livelli direttamente da Vs. Super Mario Bros.
The Lost Levels, originariamente pubblicato il 3 giugno 1986 in Giappone come Super Mario Bros. 2, era simile nello stile a Super Mario Bros. ma, come fatto notare da Jon Irwin nel suo libro sui sequel edito da Boss Fight Books, molto più difficile nel gameplay. Tezuka riteneva che i giocatori giapponesi avessero padroneggiato il gioco originale e quindi avessero bisogno di un seguito più impegnativo. Riconoscendo che il gioco fosse troppo difficile per chi non si era mai approcciato alla serie, il team ha etichettato la confezione del gioco con "For Super Players"; è stato anche aggiunto un trucco per guadagnare vite infinite come preparazione all'elevata difficoltà. Gli spot pubblicitari di The Lost Levels in Giappone mostravano giocatori che fallivano nel gioco e urlavano frustrati davanti al televisore. Dopo Zelda, The Lost Levels è stato il secondo gioco pubblicato per Famicom Disk System, un'unità disco esterna aggiuntiva con dischi più spaziosi e meno costosi rispetto alle cartucce per Famicom.
«Mentre continuavo a giocare, ho scoperto che Super Mario Bros. 2 mi chiedeva più e più volte di fare un salto di fede, e ognuno di questi salti ha provocato la mia morte immediata. Non è stato un gioco divertente da giocare. Era una punizione, una punizione immeritata. Posai il controller, stupito che Mr. Miyamoto avesse scelto di progettare un gioco così frustrante.»

— Howard Phillips durante la sua partita di prova di The Lost Levels
Nel valutare la sua distribuzione internazionale, Nintendo of America ritenne che The Lost Levels fosse troppo difficile e frustrante per il mercato statunitense in ripresa e ne rifiutò la pubblicazione. Howard Phillips, che valutava i giochi per il presidente di Nintendo of America Minoru Arakawa, riteneva che il gioco fosse ingiustamente difficile, anche al di là del soprannome non ufficiale di "Nintendo Hard" che gli altri giochi dell'azienda a volte guadagnavano. La sua opinione era che The Lost Levels non avrebbe venduto bene nel mercato statunitense, notando in seguito che «pochi giochi erano più ostacolanti. Non divertirsi è un male quando sei un'azienda che vende divertimento».
Per la distribuzione internazionale invece, Nintendo ha pubblicato una versione modificata del videogioco del Fujisankei Communications Group, Doki Doki Panic, chiamata anch'essa Super Mario Bros. 2 nell'ottobre 1988. Doki Doki Panic era stato originariamente sviluppato da Kensuke Tanabe. A Tanabe fu chiesto di utilizzare i personaggi di Yūme Kojo '87 e il gioco fu pubblicato in Giappone il 10 luglio 1987. Prima della pubblicazione negli Stati Uniti, i personaggi e le illustrazioni di Doki Doki Panic furono modificati per adeguarsi a Super Mario Bros.; il gioco divenne noto come la "grande aberrazione" della serie Super Mario. Lo statunitense Super Mario Bros. 2 è stato successivamente pubblicato in Giappone come Super Mario USA.

## Riedizioni

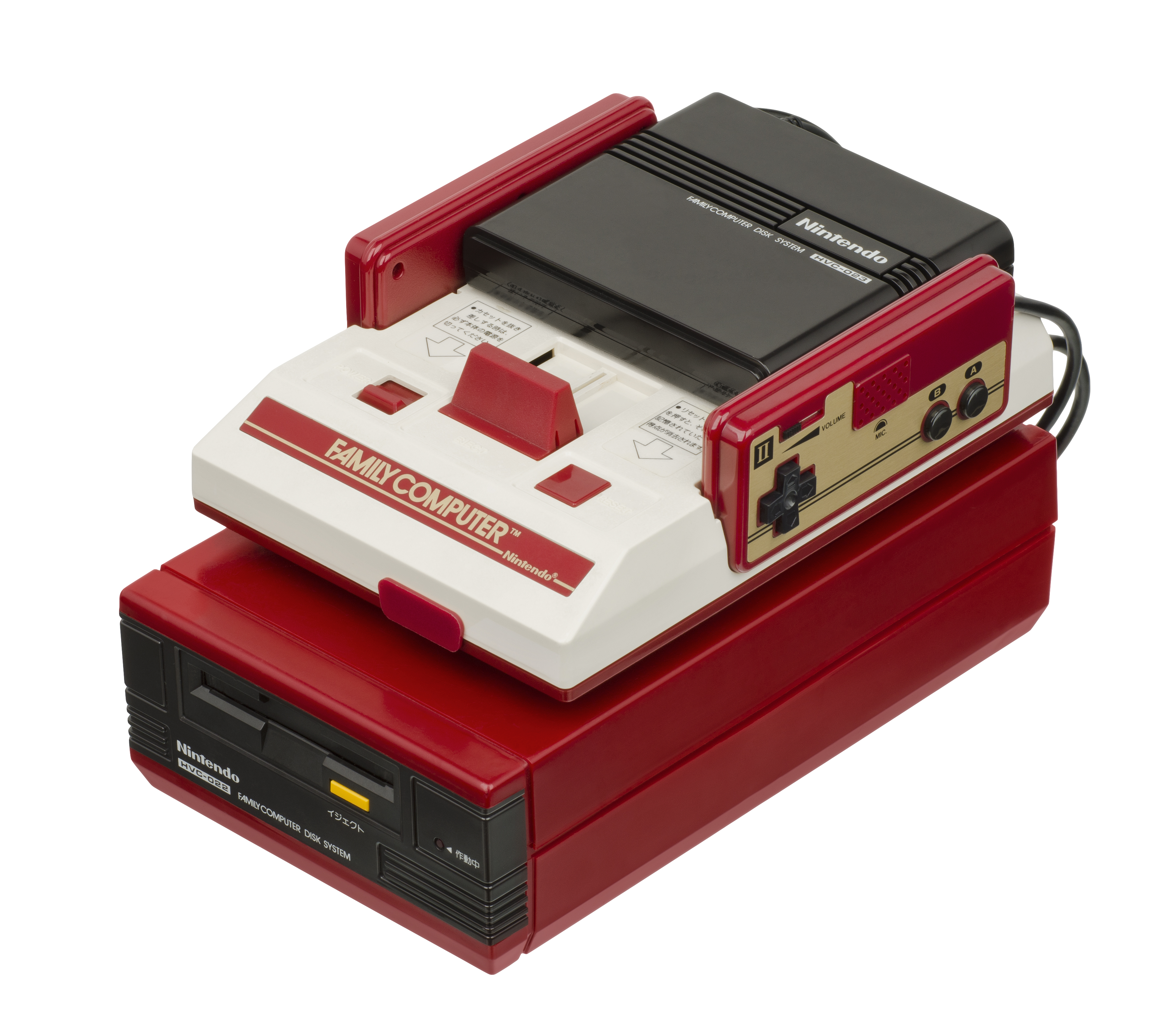
The Lost Levels è stato il secondo gioco pubblicato per il Famicom Disk System (attaccato sotto al Famicom, come illustrato).

Nintendo ha "ripulito" parti del giapponese Super Mario Bros. 2 per poi ripubblicarlo in successive raccolte di Super Mario col titolo The Lost Levels. Il suo debutto in occidente nel 1993 con Super Mario All-Stars per il Super Nintendo Entertainment System presentava una grafica aggiornata (compresa una maggiore visibilità per il fungo velenoso) e checkpoint più frequenti per salvare i progressi del giocatore. Stando agli sviluppatori di All-Stars, la raccolta fu creata poiché Miyamoto sentiva che The Lost Levels non avesse raggiunto un vasto pubblico e voleva che più giocatori potessero provarlo. All-Stars venne riedito in edizione limitata per il Nintendo Wii, in occasione del venticinquesimo anniversario di Super Mario Bros. nel 2010. The Lost Levels è stato modificato per adattarsi allo schermo portatile del Game Boy Color come bonus sbloccabile in Super Mario Bros. Deluxe del 1999: lo schermo visibile viene ritagliato e alcune funzionalità vengono omesse, tra cui le raffiche di vento e cinque mondi bonus. Il gioco è stato ripubblicato nel 2004 per il Game Boy Advance sul terzo volume della raccolta Famicom Mini di Nintendo solo in Giappone.
La piattaforma digitale Virtual Console di Nintendo ha introdotto in occidente il gioco nella versione giapponese inedita del 1986. The Lost Levels è stato pubblicato per diverse piattaforme Nintendo: sulla Virtual Console di Wii nel 2007 (parzialmente a supporto dell'Hanabi Festival di Nintendo), del 3DS nel 2012, del Wii U nel 2013 e sul catalogo NES di Switch nel 2019. Le raccolte di videogiochi classici di Nintendo del 2014 NES Remix 2 (Wii U) e Ultimate NES Remix (3DS) presentavano tra i titoli anche The Lost Levels. Per il 35º anniversario della serie, alla fine del 2020, Nintendo ha incluso The Lost Levels in un dispositivo Game & Watch in edizione limitata.

## Accoglienza
| Testata       | Versione | Giudizio |
| ------------- | -------- | -------- |
| Eurogamer     | Wii      | 8/10     |
| GameSpot      | Wii      | 6,5/10   |
| IGN           | 3DS      | 8,5/10   |
| Nintendo Life | Wii U    | 8/10     |

Al momento della sua pubblicazione, The Lost Levels ha raggiunto la vetta delle classifiche di Famicom Tsūshin. È stato il gioco più popolare sul Disk System, con circa 2,5 milioni di copie vendute. In retrospettiva, i critici hanno visto The Lost Levels come un'espansione dell'originale, così come lo sono livelli di sfida extra aggiunti alla sua fine in relazione al gioco stesso. Tuttavia, il seguito si distingue per la sua famigerata difficoltà. 1001 Video Games You Must Play Before You Die ha riassunto il gioco come «familiare e misterioso» oltre che «semplicemente piuttosto ingiusto». The Lost Levels ha sostituito il design dei livelli accessibili dell'originale con «percorsi a ostacoli follemente difficili» come se fossero progettati per frustrare e punire intenzionalmente i giocatori a partire dal suo primo fungo velenoso.
I recensori in retrospettiva hanno consigliato il gioco a coloro che avevano padroneggiato l'originale o a coloro che apprezzerebbero una sfida impegnativa. Tuttavia, i fan occasionali di Mario non avrebbero trovato molto da apprezzare, secondo GameZone. Nintendo Life ha ritenuto che mentre l'originale era progettato per l'imprudenza, il suo seguito insegnava la pazienza e, nonostante la sua difficoltà, rimaneva sia «diabolicamente intelligente» che divertente. D'altra parte, GamesRadar ha ritenuto che il gioco fosse una riproposizione poco originale e noiosa e, a parte la sua difficoltà «inutilmente crudele», non meritevole del tempo del giocatore. GamesRadar e IGN hanno concordato con la scelta di Nintendo of America di non pubblicare il gioco negli anni '80, sebbene Eurogamer considerasse The Lost Levels «un gioco tecnicamente molto migliore» rispetto al Super Mario Bros. 2 basato su Doki Doki Panic, che il mercato occidentale ha ricevuto al suo posto.
The Lost Levels è ricordato tra i giochi più difficili di Nintendo e del mondo dei videogiochi. Tre decenni dopo l'uscita del gioco, Kotaku scrisse che l'esigente precisione del giocatore richiesta in The Lost Levels rendeva le partite veloci (speedrun) «straordinariamente divertenti» da guardare. NES Remix 2, una raccolta per Wii U, ha segmentato in modo simile The Lost Levels in sfide di speedrun, che hanno reso l'avvincente gameplay più appetibile.
Il sequel è ricordato come una pecora nera nel franchise e un esempio tipico di gameplay sbilanciato nella storia di Nintendo.
I giornalisti hanno classificato The Lost Levels tra i meno importanti della serie Mario, ma anche tra i migliori giochi Nintendo.

## Eredità
Molti anni dopo l'uscita di The Lost Levels, i fan della serie hanno iniziato a modificare i giochi di Mario per sfidarsi a vicenda con livelli quasi impossibili. Le sfide di The Lost Levels presagivano questa comunità nota come Kaizo e, stando a IGN, The Lost Levels ha più cose in comune con questa sottocultura che con la serie di Mario stessa.
Le peculiarità di Luigi hanno debuttato in The Lost Levels: meno attrito con il terreno e la capacità di saltare più lontano. IGN ha considerato questo cambiamento il più significativo del gioco, sebbene i controlli siano rimasti «angusti» e «paralizzati» con entrambi i personaggi. Il fungo velenoso del gioco, con i suoi effetti che compromettono il personaggio, è diventato un punto fermo del franchise di Mario. Alcuni livelli e caratteristiche di Lost Levels sono apparsi in una versione promozionale di Super Mario Bros. del 1986, in cui Nintendo ha modificato le risorse di gioco per adattarle ai temi del programma radiofonico giapponese All Night Nippon.